# Pyranthrene
Pyranthrene é um gênero de traça pertencente à família Brachodidae.